# Barakat Chahin
Barakat Chahin (auch: Barakat Shahin; * 1946 in Salamiyya, Gouvernement Hama) ist ein syrischer Unternehmer und Politiker; 2002 wurde er zum stellvertretenden Minister für Industrie ernannt.

## Leben und Karriere
Barakat Chahin war das fünfte von 10 Kindern in seiner Familie. Sein Vater war als ein ausgezeichneter Reiter und Pferdezüchter bekannt. 1933 gewann dieser die syrische Landesmeisterschaft im Pferderennen. Im Jahr 1958 zog die Familie nach Damaskus, wo sie ein kleines Handelsgeschäft gründete.
Chahin beendete im Jahr 1965 sein Abitur. Als einer der besten Schüler seines Jahrgangs konnte er sich in der medizinischen Fakultät an der Universität von Damaskus einschreiben. Finanzielle Gründe zwangen ihn jedoch, sein Studium abzubrechen, nachdem ihm ein staatliches Stipendium für Elitestudenten im Fach Chemieingenieurwesen in Polen gewährt wurde. 1973 schloss er sein Studium an den Universitäten Stettin und Lodz als Dipl.-Ing. ab. Im Jahr 1974 folgten Praktika bei der Bayer AG in Deutschland, der Sandoz AG in der Schweiz und der Arlic in Frankreich.
Im Jahr 1973 begann er seine berufliche Karriere im Forschungs- und Entwicklungszentrum des Ministeriums für Industrie in Damaskus. Dann arbeitete er im öffentlichen Sektor. Er arbeitete in der Schuhfabrikation, in der Kunststoff- und Kautschuk-Herstellung und 1980 wurde er Generaldirektor der „General Tanning Company“. Seine Hauptaufgaben bestanden hier in der Bekämpfung der Korruption und der Reorganisation der Verwaltung. Nach einem Jahr konnte er das Unternehmen in die Gewinnzone führen.
1988 wurde er Generaldirektor des privaten Sektors und des gesamten Handwerks. Diese Stelle war die wichtigste Position innerhalb des Ministeriums für Industrie. Er spielte eine wesentliche Rolle bei der Förderung von technischen und strukturellen Innovationen, unterstützte die Ausweitung von Forschung und Entwicklung und war federführend bei der Vergabe von Investitionen im privaten Sektor. Er schaffte es, die industrielle Infrastruktur (die industriellen Städte in Syrien) neu aufzustellen und war maßgeblich beteiligt bei der Gründung der Vereinigung der syrischen Industrie und der Union des syrischen Handwerks.
Er interessiert sich für die nachhaltige Entwicklung der Umwelt. Er nahm an allen Umweltprojekten und Konferenzen teil, so auch an der Konferenz der Vereinten Nationen über Umwelt und Entwicklung (The Earth Conference), die 1992 in Rio de Janeiro stattfand.
Im Jahr 2002 wurde er zum Exekutiven Minister für Industrie (stellvertretender Minister) ernannt. In dieser Position gestaltete er die sehr guten Beziehungen zwischen Syrien und der Europäischen Union. Vor allem initiierte er hier diverse Joint Ventures zwischen westeuropäischen und syrischen Unternehmen. Seine Initiativen zielten generell darauf ab, die westeuropäische Technologie nach Syrien zu transferieren und die europäischen Unternehmer zu ermutigen, in Syrien zu investieren.
Aufgrund seiner entschiedenen Haltung gegen die im Lande weit verbreitete Korruption wurde er schließlich Opfer eines Komplotts eigener Regierungsvertrauter. Als ihm klar wurde, dass die Korruption unter diesen Umständen nicht zu bekämpfen sei, entschied er sich 2003 zu kündigen und musste Syrien verlassen.
Er bekam 2007 eine Auszeichnung vom syrisch-europäischen Business Center im Auftrag der Europäischen Kommission für seine Rolle in der Stärkung der syrisch-europäischen Partnerschaft.